# Blackwells Corner
Blackwells Corner – obszar niemunicypalny w Kern County, w Kalifornii (Stany Zjednoczone), na wysokości 198 m.